# Neneco Norton
Elio Ramón Benítez González (Asunción, 8 de diciembre de 1923-ib., 9 de marzo de 2013), conocido por su nombre artístico Neneco Norton; fue un músico, director orquestal, compositor y profesor de música paraguayo.
Sus padres fueron Apolonio Benítez y Hermelinda González.

## Infancia y juventud
Neneco se inició musicalmente en la banda del batallón Rojas Silva del Salesianito con el uso de la trompeta. Sus lecciones de teoría y solfeo elemental las tomó con Padre Ernesto Pérez, el recordado y famoso Pa'i Pérez. Posteriormente, aprendió teoría y solfeo superior con el maestro José Dejesús Villalba, para luego seguir cursos de armonía con el profesor Otakar Platill.
Estando en el Batallón "Rojas Silva", formó un grupo musical integrado por los exploradores salesianos, siendo sus integrantes: como cantante, Luis Osmer Meza, quien posteriormente sería el famoso Luis Alberto del Paraná, Rubito Medina en la guitarra y como clarinetista, Benjamín Cabañas.

## Primeros pasos
Este músico obtiene el título de profesor superior de la teoría y solfeo en el conservatorio Jorge Báez y, ya inserto en la carrera de la música, forma su propia orquesta "Los Caballeros del Ritmo", notable agrupación integrada por Rudy Heyn, Chono Duarte, Paco Gómez, Victorio Ortíz y Nelson Mendoza. Con la banda realiza giras por todo el territorio de la República del Paraguay, así como por ciudades de la Argentina, Brasil y Uruguay.

## Trayectoria
Neneco Norton es autor de una de las canciones paraguayas más difundidas, "Paloma blanca". La letra dice entre sus líneas: “Amanóta de quebranto guyramí jaula pe guáicha, porque ndarekói consuelo mi linda paloma blanca”.
Este tema ha sido grabado por innumerables intérpretes nacionales e internacionales, como Julio Iglesias. Esto significa que Neneco Norton, llamado así artísticamente, ha consolidado su condición de gran creador. Pero a este éxito se suman numerosas composiciones, que dentro de su larga carrera en la música, han conocido gran difusión y aceptación.
Neneco Norton posee una larga carrera en el campo de la composición, autoría, dirección orquestal y arreglador.

## Obras realizadas
La guaranía “Aquel ayer”, renombrada obra suya, marca su primera experiencia en el campo de la composición y fue grabada por Luis Alberto del Paraná, quien la catapultó al éxito. Además de escribir canciones, Neneco se dedicó a componer obras musicales para el teatro local,  denominadas Zarzuelas Paraguayas.
Para ello compartió el espacio creativo con el dramaturgo y periodista paraguayo Alcibiades González Delvalle para dar a luz obras como "Resedá", "Naranjera", "Ribereña", "El arribeño", "La Morena", "Del Trigal", "El Delegado" y "Cañaveral". Neneco también trabajó con el dramaturgo paraguayo Mario Halley Mora en La Promesera de Caacupé y en Mustafá. Con Crispulo Melgarejo comparte la autoría de "Marido de Contrabando", "El Gringo de la Loma" y "Escuela Pyhare". Rogelio Silvero fue otro de los libretistas, compañero de creación de Neneco Norton. Musicalizó su obra "La calandria de mi barrio" entre muchas otras piezas teatrales. 
Para grabaciones discográficas, presentación en vivo, en  la televisión, en la radio o en teatros, cantantes como Luís Alberto del Paraná, Agustín Barboza, Pura Agüero Vera, Ñeca González, Oscar Barreto Aguayo y muchos otros, solicitaron la dirección y arreglos orquestales de Neneco Norton a lo largo de su carrera 
La canción “Yo ví un Amanecer”, con la letra del periodista Humberto Rubin y con la voz de Niño Pereira, es la otra de sus obras y representó al Paraguay en el Tercer Festival Mundial de la Canción realizada en Río de Janeiro, Brasil.

## Distinción
La Municipalidad de Asunción le otorgó a Neneco Norton la distinción de "Hijo Dilecto de la Ciudad de Asunción", porque la capital fue una de las grandes inspiraciones de la obra del autor. Se desempeñaba también como profesor del área de música popular folclórica paraguaya en el Conservatorio Nacional de Música y como docente en el Centro educativo de Villa Elisa, escuela María Auxiliadora. En Autores Paraguayos Asociados  (APA), donde además de ser miembro titular de su comisión directiva, enseñaba la escritura y estructura de la música paraguaya.

## Discografía
2012
CD: "Homenaje en vida a Neneco Norton".
Incluye 22 composiciones de Neneco Norton. Producción del Fondo Nacional de la Cultura y las Artes (Fondec), Paraguay.
Grabaciones de otros artistas de sus temas
CD: "Perla: Sus mejores éxitos".
Incluye 12 canciones. El tercer tema es la interpretación del tema "Paloma Blanca", de Neneco Norton.

## Sus obras
Este músico ha escrito más de ochenta composiciones, entre ellas “Paloma Blanca”, composición que ha alcanzado difusión mundial y cuyos derechos los cedió a terceros. También se destaca “Buscándote” como una de sus que ha llegado a tener gran éxito, al igual “Aquel ayer y tus ojos”, entre muchas otras. Cantantes como: Luis Alberto del Paraná, Samuel Aguayo, Aníbal Lovera, Ramona Galarza, Julio Iglesias, entre otros; grupos como Los indios, Trío los Paraná, Los Gómez, Los Tres sudamericanos, además de grandes maestros de la música como Herminio Giménez, Florentín Giménez, o instrumentistas como Luís Bordón y Bernardo Ávalos, han grabado las composiciones de Neneco Norton